# Dorcadion halepense
Dorcadion halepense är en skalbaggsart som beskrevs av Ernst Gustav Kraatz 1873. Dorcadion halepense ingår i släktet Dorcadion och familjen långhorningar. Inga underarter finns listade i Catalogue of Life.